# Col de Port
Le col de Port est un col français des Pyrénées situé dans le département de l'Ariège en région Occitanie, entre Massat et Tarascon-sur-Ariège dans le massif de l'Arize.
Le col se situe à 1 249 mètres dans le périmètre du parc naturel régional des Pyrénées ariégeoises.

## Toponymie

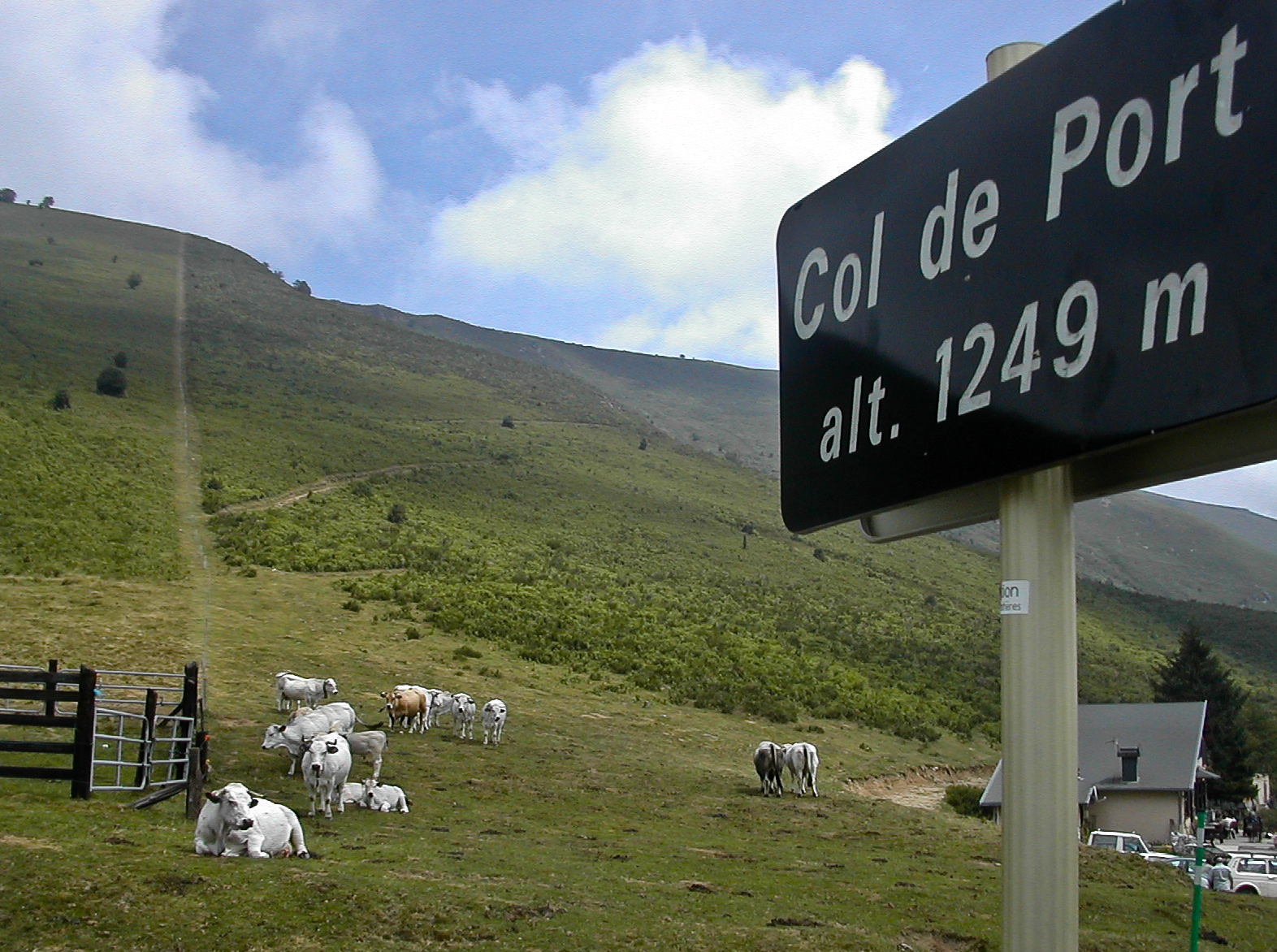
Vaches paissant au col de Port.

Il s'agirait d'un toponyme pléonastique, port signifiant « col » en gascon. Toutefois, le port désigne parfois tout le territoire pastoral en aval du port lui-même, ou le territoire que l'on découvre une fois le port franchi.

## Géographie

### Topographie
Par la route départementale 618 (ancienne route nationale 618), le col fait communiquer la vallée du Salat avec celle de l'Ariège et relie Massat à Tarascon-sur-Ariège. Il est partagé entre les communes de Boussenac et Saurat.
Il est déneigé en hiver sauf intempérie majeure.

### Géographie linguistique
Le col de Port marque, dans les Pyrénées, la limite entre le domaine gascon (vers l'ouest du col, jusqu'au Haut-Béarn compris, avant le Pays basque) et le languedocien (à l'est du col de Port, jusqu'au col de Puymorens, suivi plus à l'est du domaine catalan).

## Histoire
Une œuvre d'art originale, Les Fenestrelles du col de Port, conciliant la tradition rurale de la maçonnerie à pierres sèches et l'art contemporain a été réalisée en 2022 par Vincent Baudon et Arnaud Baubil. La sculpture haute de 2,80 mètres intégrant 20 tonnes de granite et 12 tonnes de schiste a remporté un appel à projets de la région Occitanie,.

## Activités

### Tourisme
S'y trouvent un point d'information touristique et l'auberge de la Sapinière. Situé sur le GRP du tour du pic des Trois-Seigneurs, de nombreuses randonnées sont possibles. Le rocher de Batail (1 716 m) est accessible par la crête du massif de l'Arize.

### Cyclisme

#### Profil de l'ascension
Sur son versant sud-est, au départ du rond-point (491 m) entre les routes N20, D23, et D618 à la sortie de Tarascon-sur-Ariège, il est long de 16,1 km à 4,7 %. Cependant, l'ascension commence en pente plutôt douce avec même une descente de quelques hectomètres juste après Bédeilhac, après 3,9 km d'ascension. La montée se durcit un peu après la traversée du village de Saurat, après plus de 6 km et à moins de 700 m d'altitude. Elle comporte des pourcentages très réguliers entre 7 et 8 % pendant plus de 5 km et dans la traversée du hameau de Prat Communal néanmoins les trois ultimes kilomètres sont plus roulants avec notamment deux lacets successifs dans des champs de fougères.
Sur son versant ouest, au départ de Massat (651 m), il présente un profil de 12,9 km à 4,6 %. Néanmoins, cela commence par près de 400 m de légère descente avant une ascension régulière. Après 6,25 km, la route rejoint le col des Caougnous (947 m), point de départ de l'ascension du mur de Péguère. Il est ainsi possible de démarrer l'ascension du col de Port après la descente de ce col et finir ainsi par 6,65 km à 4,5 %. La descente du col de Port en direction de Massat est particulièrement sinueuse avec des virages très régulièrement.

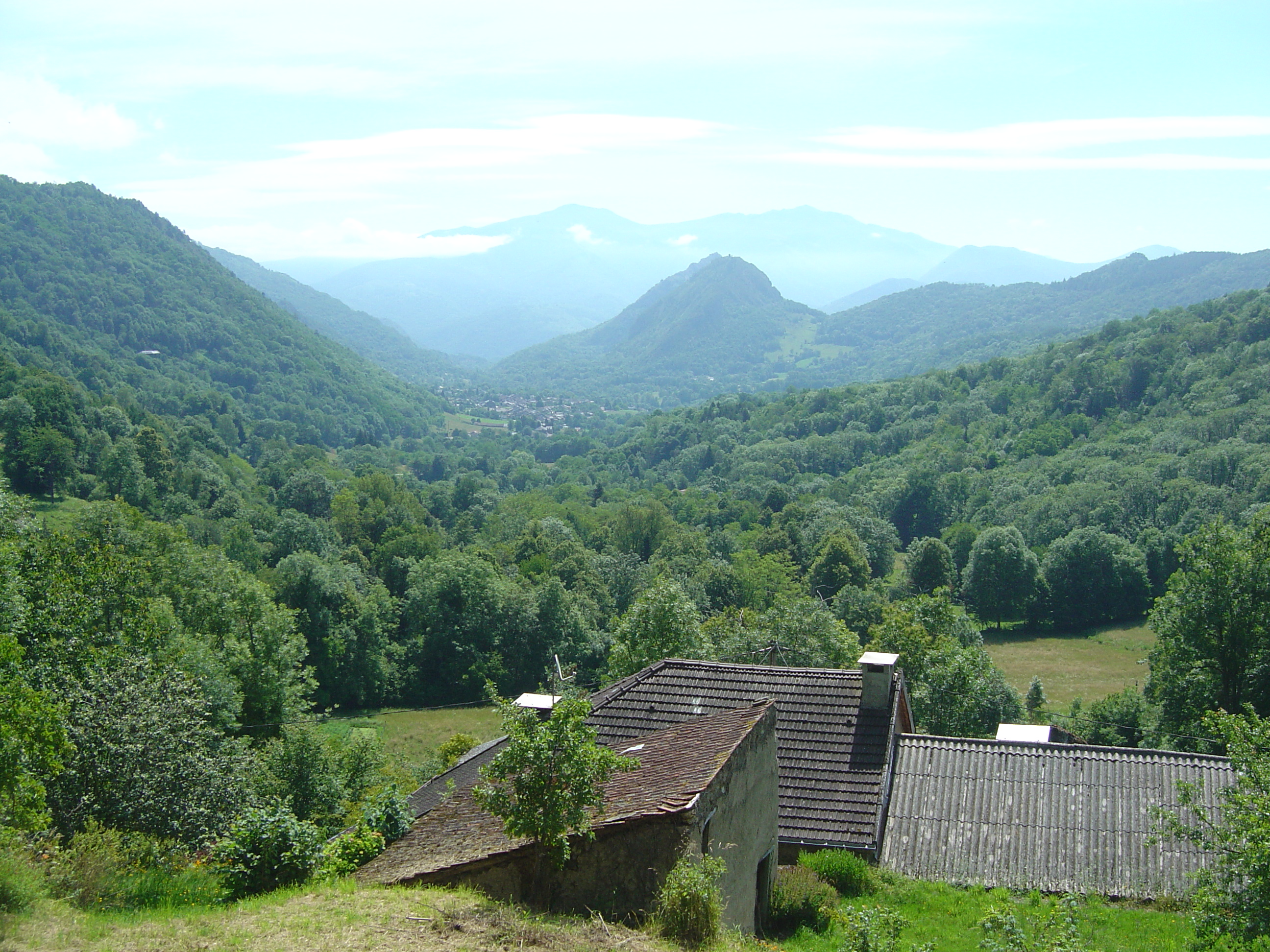
Vue depuis le hameau de Ruzole Bas avant Prat Communal. On y voit le village de Saurat (675 m), la tour du Calamès (1 006 m) et masqué par cette colline le roc de Sédour (1 070 m) derrière.
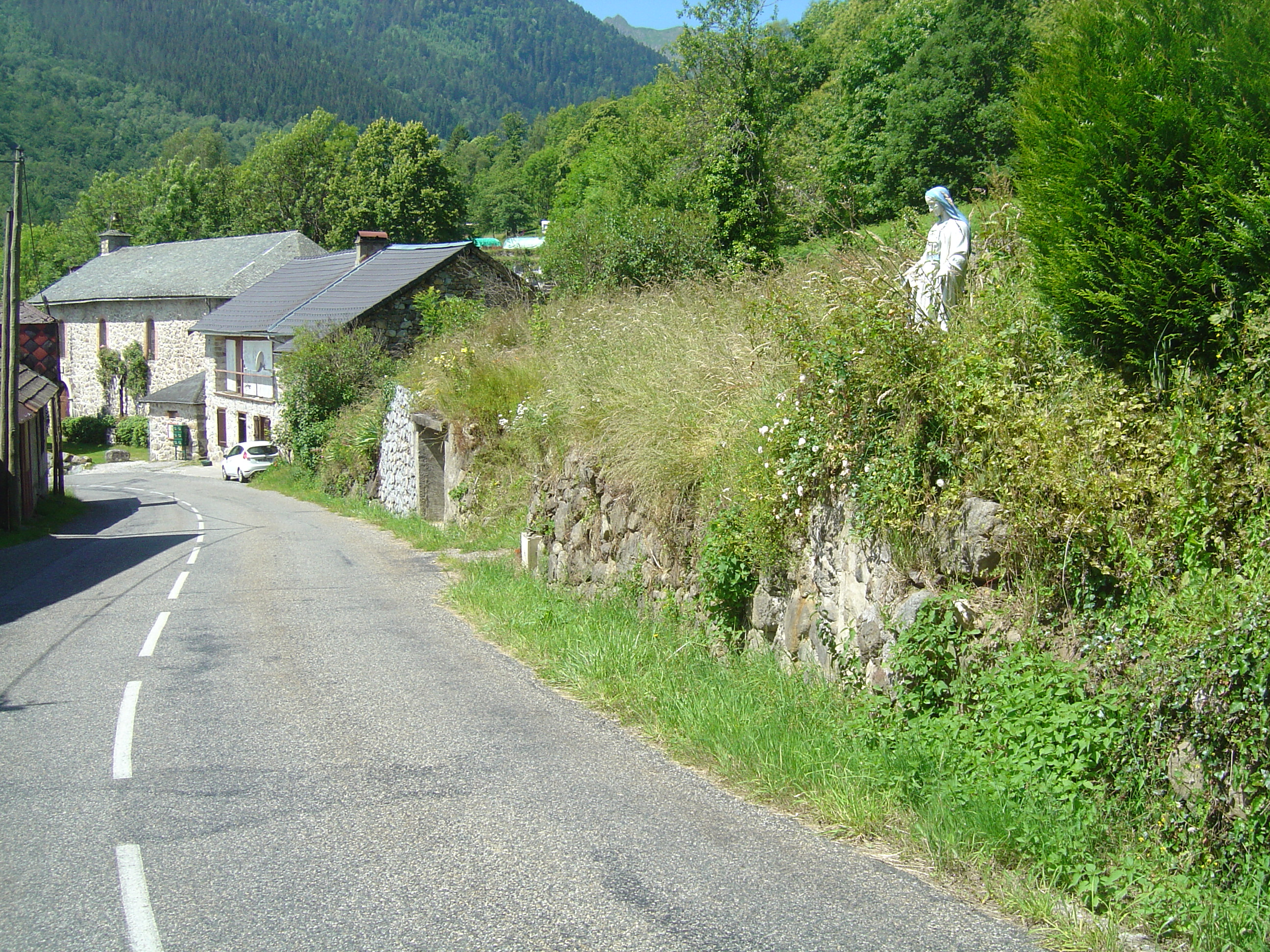
En arrière Prat Communal.
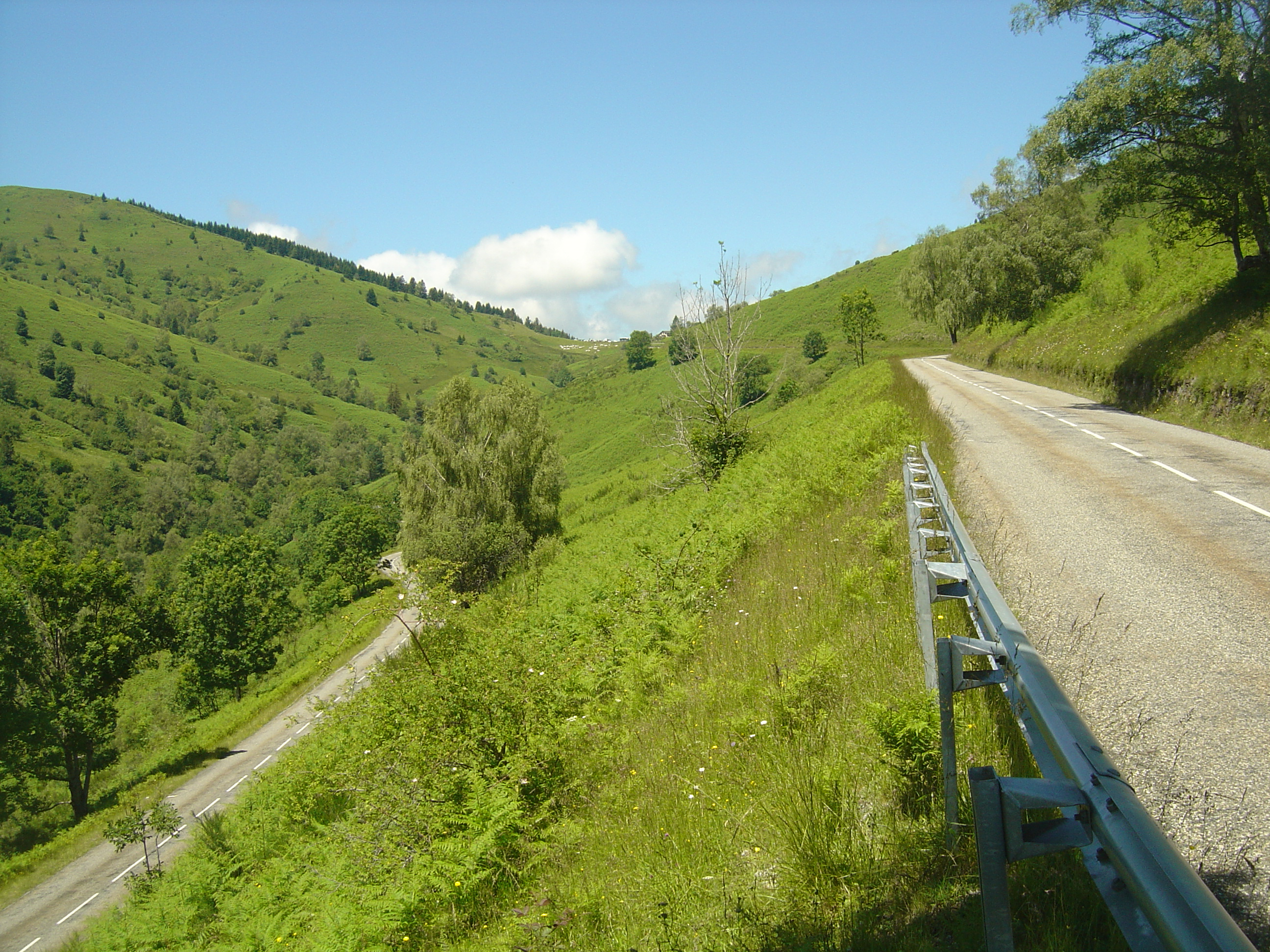
Vue sur le col plus haut.
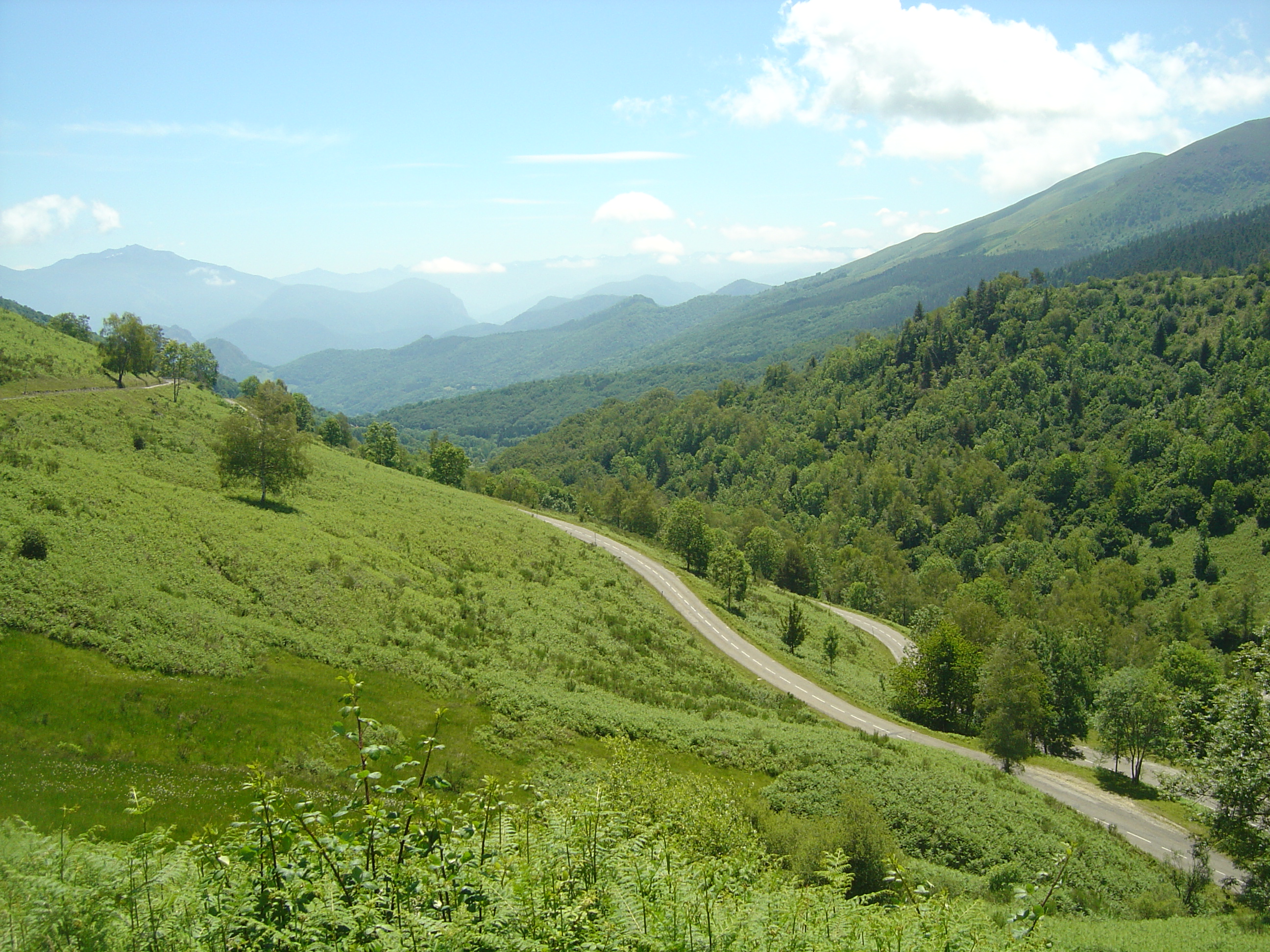
La série de lacets des derniers kilomètres.

#### Cyclisme amateur

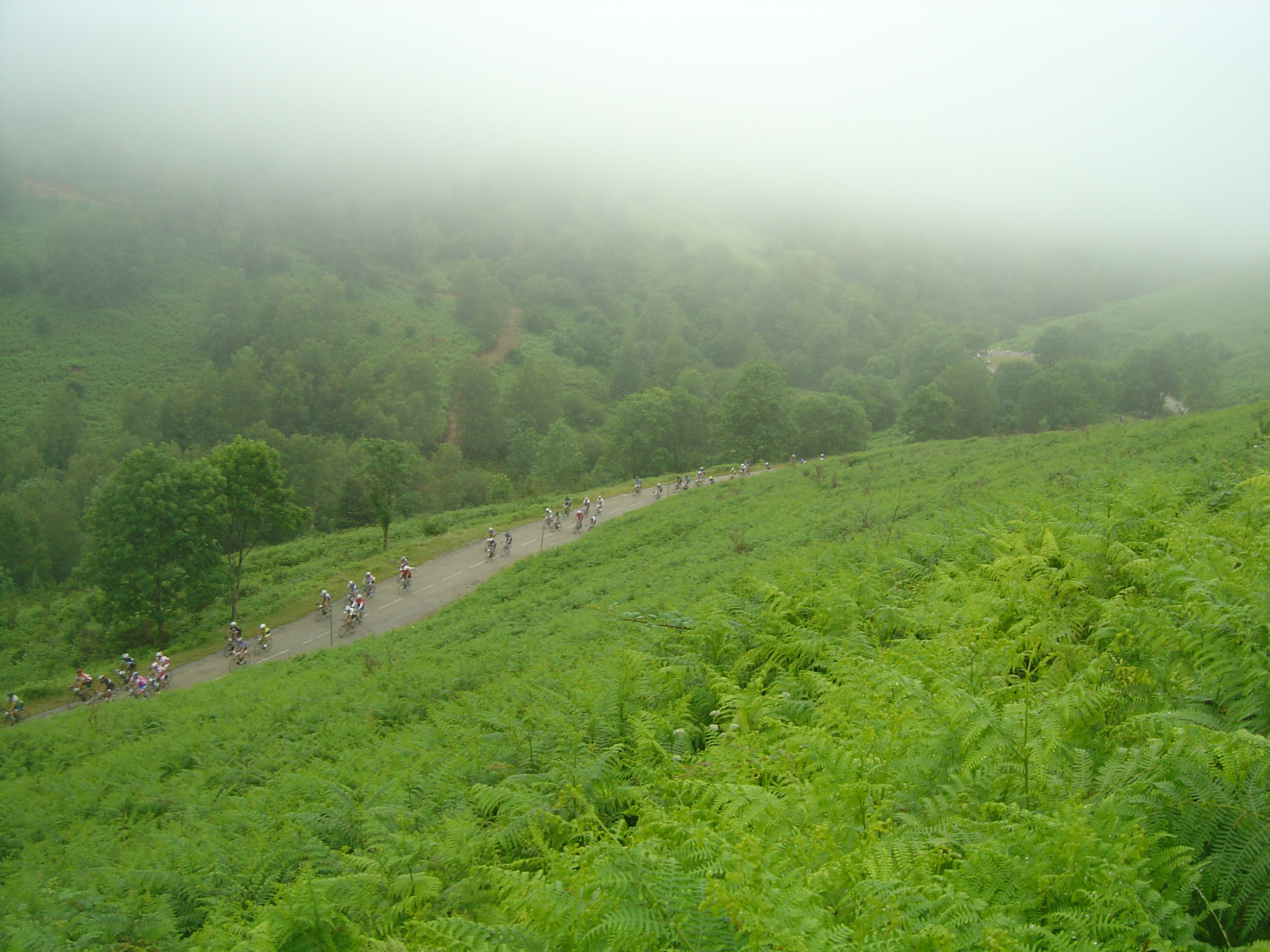
Ascension du col de Port lors de l'Ariégeoise 2017, sur le final du versant sud-ouest.

Ce col est prisé des cyclotouristes sportifs et voit passer presque chaque année la course cyclosportive l'Ariégeoise lorsque celle-ci, une année sur deux, arrive à Auzat.

#### Tour de France

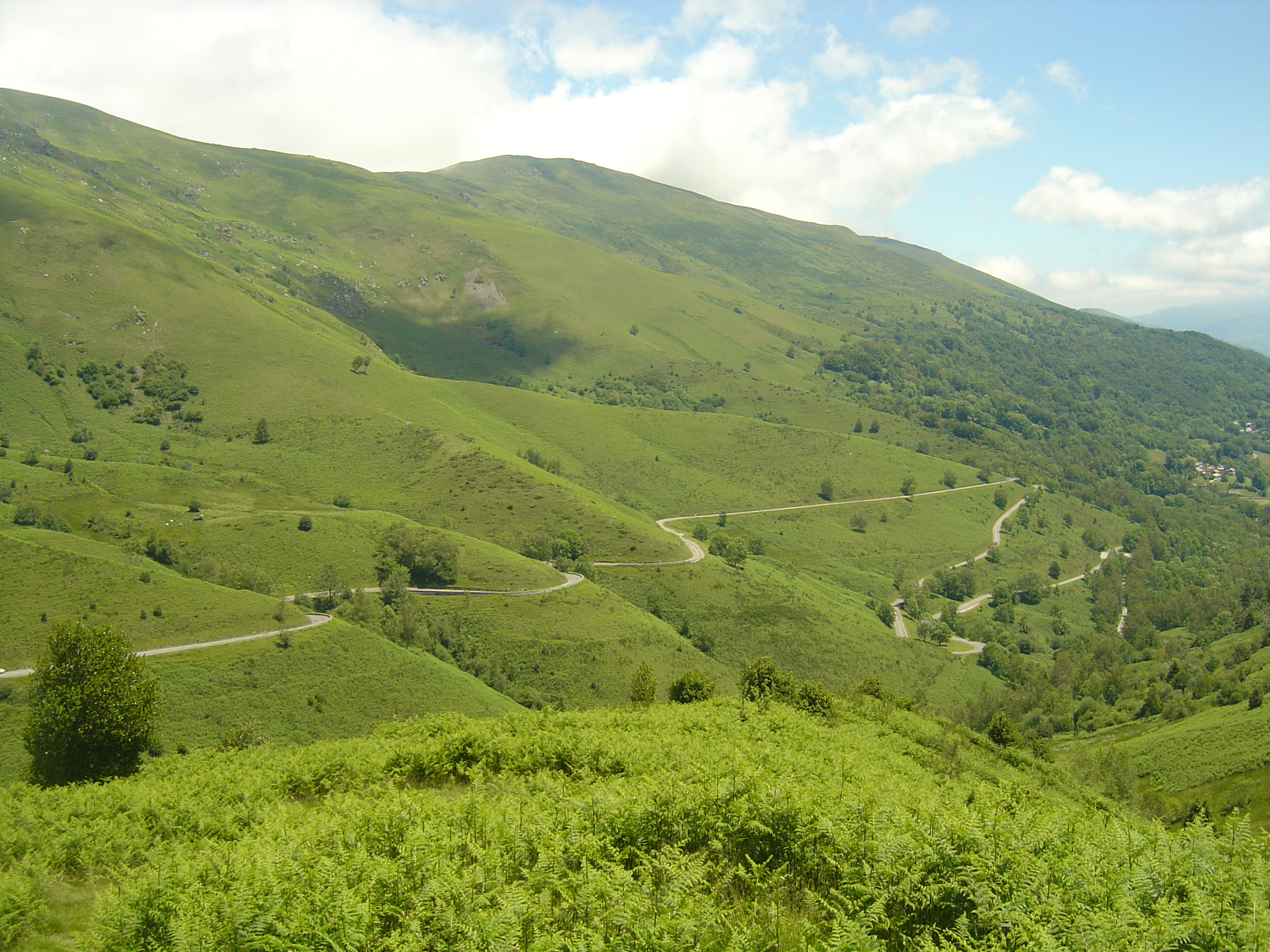
Lacets des derniers kilomètres du versant sud-est vus depuis un sentier pédestre.

C'est le premier grand col pyrénéen inscrit au programme d'un Tour de France à l'occasion de la neuvième étape Perpignan-Luchon lancée dès 3 h 30 et gagnée par Octave Lapize le 19 juillet 1910.
Il est ensuite régulièrement au programme mais l'itinéraire par le proche mur de Péguère depuis le Tour 2012 l'a démodé. Cependant, le col est au programme de la 16e étape du Tour de France 2021 entre Le Pas de la Case et Saint-Gaudens.
| Année | Étape  | Catégorie | 1er au sommet                              |
| ----- | ------ | --------- | ------------------------------------------ |
| 2021  | 16     | 2         | Mattia Cattaneo (Deceuninck-Quick Step)    |
| 2009  | 8      | 2         | Sandy Casar (La Française des jeux)        |
| 2007  | 15     | 2         | Juan Manuel Gárate (Quick Step-Innergetic) |
| 2002  | 12     | 2         | Laurent Jalabert (CSC-Tiscali)             |
| 1998  | 11     | 2         | Roland Meier (Cofidis)                     |
| 1997  | 10     | 2         | Laurent Brochard (Festina-Lotus)           |
| 1976  | 13     | 2         | Roland Smet                                |
| 1968  | 13     | 3         | Andrés Gandarias                           |
| 1965  | 10     | 3         | Rik Van Looy                               |
| 1957  | 17     | HC        | Désiré Keteleer                            |
| 1947  | 14     | 2         | Albert Bourlon                             |
| 1937  | 14 (b) |           | Julián Berrendero                          |
| 1936  | 16     |           | Félicien Vervaecke                         |
| 1935  | 15     |           | Félicien Vervaecke                         |
| 1934  |        |           | René Vietto                                |
| 1933  |        |           | Vicente Trueba                             |
| 1932  |        |           | Eugenio Gestri                             |
| 1931  |        |           | Antonio Pesenti                            |
| 1929  |        |           | André Leducq                               |
| 1928  |        |           | Antonin Magne                              |
| 1927  |        |           | Adelin Benoît                              |
| 1925  |        |           | Ottavio Bottecchia                         |
| 1924  |        |           | Ottavio Bottecchia Arsène Alancourt        |
| 1922  |        |           | Jean Alavoine                              |
| 1920  |        |           | Philippe Thys                              |
| 1919  | 7      |           | Jules Nempon                               |
| 1913  |        |           | Marcel Buysse                              |
| 1912  |        |           | Eugène Christophe                          |
| 1910  | 9      |           | Octave Lapize                              |